# Monica Ghiuță
Monica Ghiuță (n. 26 iulie 1940, Câmpulung Moldovenesc, Suceava, România – d. 28 iulie 2019, București, România) a fost o actriță română de teatru și film.

## Biografie
A absolvit Institutul de Artă Teatrală și Cinematografică din București în 1964, la clasa profesorului George Mărutză.

## Filmografie
- Vremea zăpezilor (1966)
- Subteranul (1967)
- Doi bărbați pentru o moarte (1970)
- Decolarea (1971)
- Puterea și adevărul (1972)
- Cu mîinile curate (1972) - soția lui Patulea
- Tată de duminică (1975)
- Toamna bobocilor (1975) - Silvia
- Elixirul tinereții (1975)
- Dincolo de pod (1976) - podărița
- Iarna bobocilor (1977) - Silvia
- Să umplem Pământul cu visuri (film TV, 1977)
- Totul pentru fotbal (1978) - soția fotbalistului Dobre
- Clipa (1979)
- Ciocolată cu alune (1979)
- La răscrucea marilor furtuni (1980)
- Bietul Ioanide (1980) - dublaj de voce Cati Zănoagă
- Iată femeia pe care o iubesc (1981)
- Ștefan Luchian (1981)
- Raliul (1984)
- Taina jocului de cuburi (1990)
- Rămînerea (1991)
- Neînțelegerea (film TV, 1991)
- E pericoloso sporgersi (1993) - mama Cristinei
- Timpul liber (1993)
- Începutul adevărului (Oglinda) (1994) - soția mareșalului Antonescu
- Dark Angel: The Ascent (1994) - Nun
- A részleg / The Outpost (1995)
- În fiecare zi e noapte (1995) - Doamna Georgescu
- Une mere comme on n'en fait plus (1997) - Mme Augier
- Triunghiul morții (1999)
- Faimosul paparazzo (1999)
- Proprietarii de stele (2001)
- Binecuvântată fii, închisoare (2002)
- Filantropica (2002) - mama lui Ovidiu
- Logodnicii din America (2007) - Eliza
- Cocoșul decapitat (2008) - Contesa Filality
- Anticamera (serial TV) (2008) - Ministra Educației
- Viața mea sexuală (2010)
- Umilință (2011) - Bătrâna 1
- Carmen (2012) - mama lui Puiu
- Unsere große Zeit (2012)